# Маніту-Біч-Девілс-Лейк (Мічиган)
Маніту-Біч-Девілс-Лейк (англ. Manitou Beach-Devils Lake) — переписна місцевість (CDP) в США, в окрузі Ленаві штату Мічиган. Населення — 2032 особи (2020).

## Географія
Маніту-Біч-Девілс-Лейк розташований за координатами 41°58′5″ пн. ш. 84°17′58″ зх. д. / 41.96806° пн. ш. 84.29944° зх. д. (41.967965, -84.299411).  За даними Бюро перепису населення США в 2010 році переписна місцевість мала площу 25,09 км², з яких 17,69 км² — суходіл та 7,40 км² — водойми.

## Демографія
Згідно з переписом 2010 року, у переписній місцевості мешкало 2019 осіб у 927 домогосподарствах у складі 604 родин. Густота населення становила 80 осіб/км².  Було 1854 помешкання (74/км²).
Расовий склад населення:
| - 97,3 % — білих - 0,4 % — азіатів - 0,3 % — корінних американців - 0,2 % — чорних або афроамериканців |

До двох чи більше рас належало 1,2 %. Частка іспаномовних становила 2,0 % від усіх жителів.
За віковим діапазоном населення розподілялося таким чином: 17,4 % — особи молодші 18 років, 63,0 % — особи у віці 18—64 років, 19,6 % — особи у віці 65 років та старші. Медіана віку мешканця становила 50,3 року. На 100 осіб жіночої статі у переписній місцевості припадало 104,4 чоловіків;  на 100 жінок у віці від 18 років та старших — 101,7 чоловіків також старших 18 років.
Середній дохід на одне домашнє господарство  становив 59 493 долари США (медіана — 53 632), а середній дохід на одну сім'ю — 66 124 долари (медіана — 65 000). За межею бідності перебувало 8,0 % осіб, у тому числі 13,8 % дітей у віці до 18 років та 5,8 % осіб у віці 65 років та старших.
Цивільне працевлаштоване населення становило 1037 осіб. Основні галузі зайнятості: освіта, охорона здоров'я та соціальна допомога — 29,5 %, роздрібна торгівля — 14,4 %, виробництво — 12,4 %.